# Bazauges
 Bazauges  es una población y comuna francesa, situada en la región de Poitou-Charentes, departamento de Charente Marítimo, en el distrito de Saint-Jean-d'Angély y cantón de Matha.

## Demografía
| 232 | 207 | 182 | 159 | 148 | 130 |
| Para los censos de 1962 a 1999 la población legal corresponde a la población sin duplicidades (Fuente: INSEE [Consultar]) |     |     |     |     |     |